# Tony Adams
Tony Alexander Adams (ur. 10 października 1966 w Romford) – angielski piłkarz i trener piłkarski. Jest znany z tego, że całą piłkarską karierę spędził w jednym klubie – Arsenalu.

## Kariera
W 1980 rozpoczął przygodę w Arsenalu od drużyn młodzieżowych. W pierwszej drużynie zadebiutował w wieku 17 lat, w 1983 roku przeciwko Sunderlandowi. W zespole trenera George’a Grahama Adams stał się podporą środkowej obrony drużyny Arsenalu, znanej z wysokich umiejętności w zakresie zastawiania pułapek offsajdowych. Adams był jednym z ojców sukcesów klubu z końca lat 80. i początku lat 90. 1 stycznia 1988 został najmłodszym w historii kapitanem Arsenalu. Opaskę kapitańską nosił przez 14 lat.
Z klubem Adams zdobył cztery mistrzostwa Anglii w latach 1989, 1991, 1998, 2002 zaś w 1994 roku Puchar Zdobywców Pucharów. Zdobył trzy razy Puchar Anglii w latach 1993, 1998, 2002 oraz dwa razy Puchar Ligi Angielskiej w latach 1987 i 1993. Superpuchar Anglii zdobył 4 razy (1991, 1998, 1999, 2002). Adams zaznaczył również swoją obecność w futbolu międzynarodowym. W 1987 zadebiutował w reprezentacji Anglii w meczu przeciwko Hiszpanii, zagrał również na mistrzostwach Europy 1988.
Jednakże w tym samym czasie jego życie było powoli niszczone przez problemy alkoholowe. Adams był kilka razy przyłapywany na bójkach w nocnych lokalach oraz jeździe samochodem pod wpływem alkoholu. W 1990 roku został aresztowany na trzy miesiące po zatrzymaniu przez policję drogową z powodu obecności alkoholu w organizmie.
Międzynarodowa kariera Adamsa, po występach na Euro 1988, była pasmem kolejnych niepowodzeń. W 1990 roku został niespodziewany odsunięty od składu na mistrzostwa świata przez trenera Bobby’ego Robsona. Mistrzostwa Europy 1992 ominęły go z powodu kontuzji. Poprawa rozpoczęła się właśnie w 1992 roku kiedy po rezygnacji z gry w kadrze Gary’ego Linekera Adams został kapitanem drużyny (wespół z Davidem Plattem). Tę funkcję pełnił również na Euro 1996, na których Anglia doszła do półfinału, w którym przegrała po rzutach karnych z Niemcami.
Po Euro 1996 Adams przyznał się, że był alkoholikiem, jednak po leczeniu postanowił zmienić siebie i zaczął ponowną edukację, próbował też uczyć się gry na fortepianie. Do dziś jest jednym z najbardziej znanych bohaterów w Wielkiej Brytanii, którzy wyszli z alkoholizmu. Jego batalia z nałogiem stała się też tematem autobiografii Adamsa, wydanej w maju 1998, życzliwie przyjętej przez krytyków.
Jego powrót do zdrowia pomógł mu w odegraniu znaczącej roli również w zespole Arsenalu po przybyciu do niego francuskiego trenera Arsène’a Wengera we wrześniu 1996 roku. Nowy trener zmienił politykę klubu dotyczącą życia osobistego i diety graczy. Wenger był blisko Adamsa po jego przyznaniu się do choroby, zaś zmiany w klubie prawdopodobnie umożliwiły Adamsowi wydłużenie kariery na jeszcze kilka lat. Adams pozostał kapitanem Arsenalu, z którym zdobył dwa dublety (mistrzostwo Premiership i Puchar Anglii) w 1998 i 2002 roku. Jest on jedynym graczem w historii, który był kapitanem mistrzów Anglii w trzech różnych dekadach.
W międzyczasie trener reprezentacji Anglii Glenn Hoddle przekazał opaskę kapitańską Alanowi Shearerowi w 1996 roku. Decyzja ta zaskoczyła Adamsa i wielu jego fanów. Adams kontynuował jednak reprezentacyjną karierę i pojawił się na Mistrzostwach Świata w 1998 we Francji. Jego ostatnimi występami w drużynie narodowej były mecze na nieudanych dla Anglii Mistrzostwach Europy 2000. Kiedy Shearer zrezygnował z gry w drużynie narodowej, Adams odzyskał opaskę kapitana, jednak wkrótce także porzucił grę w reprezentacji Anglii po przegranej z Niemcami w meczu kwalifikacyjnym do mistrzostw świata w październiku 2000 roku, w ostatnim meczu na stadionie Wembley przed przebudową. Wtedy też zrezygnował z prowadzenia drużyny menedżer Kevin Keegan, a tymczasowy trener Peter Taylor rozpoczął budowę młodszego teamu, pozbywając się wszystkich zawodników powyżej 30 roku życia już przed towarzyskim meczem z Włochami w listopadzie 2000 roku. Opaskę kapitańską po Adamsie przejął David Beckham. Kiedy nowy trener Sven-Göran Eriksson pozostawił ją w rękach Beckhama nic już nie mogło przekonać Adamsa do gry w drużynie narodowej. Oprócz tego pojawił się w Anglii nowy klasowy środkowy obrońca Rio Ferdinand.
Po zdobyciu drugiego dubletu w 2002 roku Adams całkowicie zrezygnował z profesjonalnej gry w piłkę nożną. W Arsenalu rozegrał ogółem 668 meczów (więcej zagrał tylko David O’Leary) i był najbardziej utytułowanym kapitanem w historii klubu. Sam piłkarz zyskał przydomek „Mr. Arsenal”.
Po uzyskaniu stopnia naukowego w dziedzinie sportu na londyńskim uniwersytecie Brunel Adams został menedżerem trzecioligowego klubu Wycombe Wanderers w 2003 roku. W październiku 2004 zrezygnował ze stanowiska z powodów osobistych. 7 lipca 2005 Adams przyjął propozycję trenowania juniorskiej (i rezerwowej) drużyny Feyenoordu Jonge. Ostatnio był trenerem angielskiej drużyny Portsmouth F.C., aż do 9 lutego 2009 roku, kiedy to Adams został zwolniony ze swojego stanowiska.
10 kwietnia 2017 roku został ogłoszony jako nowy trener Hiszpańskiej drużyny Granada CF.